# Thanvillé
 Thanvillé (en alsacià Dawiller) és un municipi francès, situat a la regió del Gran Est, al departament del Baix Rin. L'any 2005 tenia 544 habitants. Limita amb Saint-Maurice, Saint-Pierre-Bois, Villé, Neubois i Triembach-au-Val.
Forma part del cantó de Mutzig, del districte de Sélestat-Erstein i de la Comunitat de comunes de la Vall de Villé.

## Demografia
| 1962 | 1968 | 1975 | 1982 | 1990 | 1999 |
| ---- | ---- | ---- | ---- | ---- | ---- |
| 310  | 332  | 334  | 407  | 442  | 449  |

## Administració
| Període | Identitat      | Partit |
| ------- | -------------- | ------ |
| 2001-   | Francis Adrian |        |